# Франциско (спутник)
Франциско (англ. Francisco) — нерегулярный спутник планеты Уран с обратным орбитальным обращением.
Назван по имени персонажа из пьесы Шекспира «Буря» (имя персонажа на русский язык обычно переводится «Франсиско»).
Также обозначается как Уран XXII.

## История открытия
Первые наблюдения были сделаны 13, 25 августа и 21 сентября 2001 года группами астрономов под руководством Мэтью Холмана и Бретта Глэдмана.
Позже Глэдман идентифицировал этот объект на снимках, сделанных Филиппом Руссело и Оливье Музи 3 и 5 сентября 2002 года.
Спутник получил временное обозначение S/2001 U 3.
Собственное название было присвоено 29 декабря 2005 года.